# Malhou, Louriceira e Espinheiro
Malhou, Louriceira e Espinheiro (llamada oficialmente União das Freguesias de Malhou, Louriceira e Espinheiro) es una freguesia portuguesa del municipio de Alcanena, distrito de Santarém.

## Historia
Fue creada el 28 de enero de 2013 en aplicación de una resolución de la Asamblea de la República de Portugal promulgada el 16 de enero de 2013 con la unión de las freguesias de Espinheiro, Louriceira y Malhou, pasando a estar situada su sede en la antigua freguesia de Malhou.

## Demografía
| Gráfica de evolución demográfica de Malhou, Louriceira e Espinheiro entre 2011 y 2021 |
|                                                                                       |
| Datos según el nomenclátor publicado por el INE portugués.                            |